# جان اوردک
جان اوردک (به انگلیسی: John Overdeck) مدیر میلیاردر صندوق پوشش ریسک و خیر آمریکایی است. اوردک از هم‌بنیانگذاران و از روسای هیئت مدیره تو سیگما اینوستمنتس از صندوق‌های پوشش ریسک مستقر در نیویورک است که از روش‌های فناورانه گوناگونی از جمله هوش مصنوعی، یادگیری ماشینی، و محاسبه توزیع شده برای استراتژی‌های مبادله‌ای اش استفاده می‌کند. او در مارس ۲۰۱۶ به عنوان یکی از مدیران صندوق پوشش ریسک و مبادله‌گران دارای بیشترین درآمد معرفی شد.
او مدال نقره المپیاد جهانی ریاضی را در سال ۱۹۸۶ دریافت کرد.